# 1832–36-os pozsonyi országgyűlés

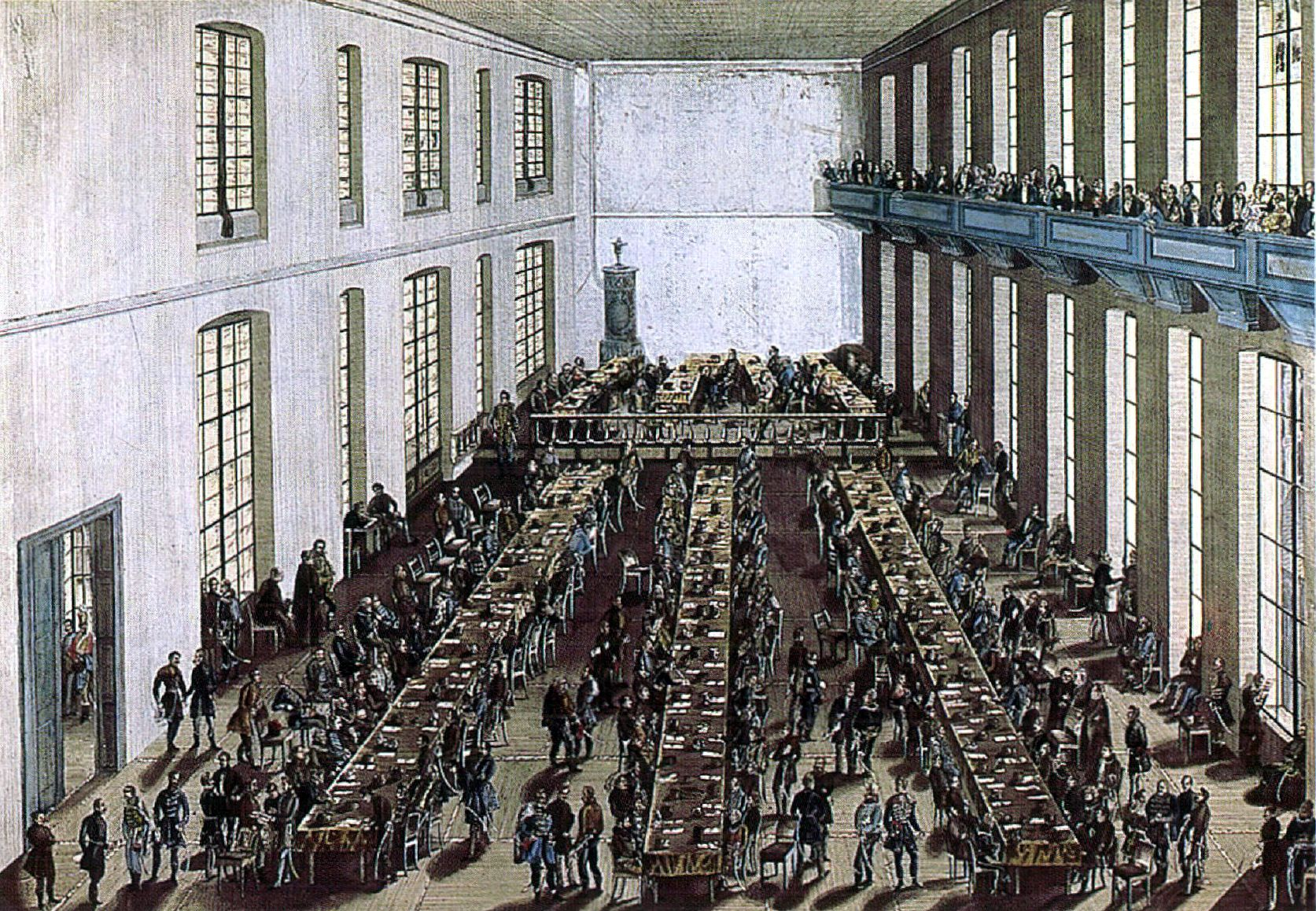
A Karok és Rendek ülése Pozsonyban, A. J. Groitsch rézmetszete

1832 és 1836 között Pozsonyban ülésezett Magyarország rendi országgyűlése, amelyet a reformországgyűlések egyikeként tartanak számon. Ez volt az első országgyűlés, ahova az alsótábla követeinek többsége reformpárti követutasítással érkezett.
Ezen az országgyűlésen született törvény arról, hogy a törvények hivatalos nyelve a magyar legyen. Emellett kimondták a Részek egyesítését Magyarországgal – igaz, ennek végrehajtására csak 1848-ban került sor.
További eredményeket ért el az országgyűlés a gazdaság és a kultúra fejlesztésének a terén is. Döntés született meghatározott irányú vasútvonalak építését segítő kedvezményekről, valamint egy Buda és Pest közötti állandó Duna-híd építéséről is. Nemesi fölajánlásként félmillió forintot biztosítottak a Nemzeti Múzeum számára, és megindult az adományok gyűjtése egy nemzeti színház felépítésére is.

## Úrbériség és a közteherviselés ügye
Az országgyűlés egyik fontos kérdése volt a jobbágyok helyzetének rendezése. A jobbágyok személyes függése és a sokféle úrbéres járadék elégedetlenséget szült az alsó néprétegekben, ami a nemesség ellen hangolta őket. Ezt az uralkodó már régóta  a rendek féken tartására használta fel - a nemesség pedig kisebb kedvezményekkel próbálta leszerelni az elégedetlenkedőket. Emellett a reformellenzék egy része immár megváltozott nemzetfogalomként nem nemesi nemzetben, hanem polgári nemzetben gondolkodott, és ehhez a felszabadított jobbágyok is hozzátartoztak.
Az országgyűlés kezdetekor kiadott királyi előterjesztés elsőként az úrbériség kérdését kívánta tárgyalni, ami ellenkezett a megyei követek többségének utasításával. A megyék ugyanis először a kereskedelem témakörében kívántak tárgyalni. A kolerafelkelést követő évben különösen fontos téma volt, az alsótábla döntésképtelensége a jobbágyság felé azt közvetítette volna, hogy az urak nem támogatják a „liberális” udvart a jobbágyok felszabadításában. A megyék hajlandók voltak megváltoztatni a követutasításokat, így megkezdődhetett a tárgyalás.
A nemesség különböző csoportjai eltérő álláspontot képviseltek a jobbágy-földesúri viszony rendezése kapcsán.
- Egyesek, mint Wesselényi Miklós, a szabályozott, általános örökváltság mellett kardoskodott.[5]
- A követek többségének utasításában az állt, hogy az önkéntes örökváltságot támogassák, vagyis azt, hogy a jobbágy földesurával szabadon megegyezhessen földje megváltásáról. Ez a nemességnek biztosította volna a fejlesztésekhez szükséges pénzt a hitelek kamatterhe nélkül, és a jobbágy-földesúri rendszert elkezdte volna bomlasztani.[5]
- A kiváltságőrzők csoportja ezzel szemben úgy érezte, azzal, hogy a jobbágyok szabadsághoz jutnak, az ő szabadságuk veszíti értékét. Egyikük így érvelt: „Ha nagyon megszaporodnának a kiváltott községek, lehetetlenné válnék, hogy itt nekik az országgyűlésen repraesentatiot[6] ne adjunk, ami alkotmányunk rendszerét fenekestől kiforgatná [...]. Azt mondják ugyan nem szűnünk meg szabadok lenni, bár a népet is részesítjük a szabadságban. De mit ér nekem a szabadság, ha minden ember szabad? Aristocratia nélkül pedig boldog ország nem is létezhet...”[5]

Az alsótábla 1833 júliusában megszavazta az önkéntes örökváltságot. Emellett szabályozták a jobbágytelkek használati jogának adás-vételét, és törvényjavaslatot fogadtak el a jobbágyok személy- és vagyonbiztonságáról. Ez utóbbi például véget vetett volna a jobbágyok önkényes botoztatásának.
A felsőtábla először az összes javaslatot elutasította, ami lényegi változást jelentett az I. Ferenc által támogatott Mária Terézia korabeli úrbéri rendelethez képest. Végül négy szeri üzenetváltás után és módosítás nélkül jóváhagyta a javaslatokat a felsőtábla, azonban a legfontosabb reformokat az uralkodó formai okokra hivatkozva elutasította. Az alsótábla újratárgyalta a javaslatokat, azonban eddigre a felheccelt és leitatott bocskoros nemesség segítségével a kormány megváltoztatta a megyék követeinek utasítását. Kölcsey a reakciós utasítást nem volt hajlandó képviselni, azonban a kormányzat elegendő képviselőt tudott maga mellé állítani vagy megvesztegetni, hogy az 1834. december 10-i szavazáson az alsótábla elvesse az örökváltságot. A kormány kezére játszott, hogy ennek az országgyűlésnek kellett véglegesítenie az 1827-ben elfogadott határozatot a bocskoros nemesség megadóztatásáról.

## A magyar nyelv ügye
A magyar nyelv ekkorra a feudális rend elleni küzdelem, a polgári nemzet építésének egyik eszköze lett, ezért védelmezték a főrendek a latin nyelvet, mint a politika nyelvét. Végül azonban engedtek az alsótáblának, és a király is jóváhagyta leiratában a magyar nyelvet mint a törvények hivatalos nyelvét.

## Forrásjegyzék
- ↑ Nemzet születik: Závodszky Géza és Hermann Róbert. Nemzet születik. Helikon Kiadó (1997). ISBN 963 584 539 5